# Joueur de l'année de l'UEFA 2020
Le Joueur de l’année de l’UEFA 2020 est un prix décerné par l'UEFA à un joueur jouant pour un club de football européen et qui a su se distinguer comme étant le meilleur de la saison 2019-2020.
Navigation
Édition précédente Édition suivante
Le grand vainqueur, le 1er octobre 2020 est Robert Lewandowski.

## Palmarès

### Classement officiel[2]
| #  | Nom                | Club                | Points |
| -- | ------------------ | ------------------- | ------ |
| 1  | Robert Lewandowski | Bayern Munich       | 477    |
| 2  | Kevin de Bruyne    | Manchester City     | 90     |
| 3  | Manuel Neuer       | Bayern Munich       | 66     |
| 4  | Lionel Messi       | FC Barcelone        | 53     |
| 4  | Neymar             | Paris Saint-Germain | 53     |
| 6  | Thomas Müller      | Bayern Munich       | 41     |
| 7  | Kylian Mbappé      | Paris Saint-Germain | 39     |
| 8  | Thiago Alcântara   | Bayern Munich       | 27     |
| 9  | Joshua Kimmich     | Bayern Munich       | 26     |
| 10 | Cristiano Ronaldo  | Juventus FC         | 25     |